# New Sharon (Maine)
New Sharon és una població dels Estats Units a l'estat de Maine (EUA). Segons el cens del 2006 tenia 1.386 habitants.

## Demografia
Segons el cens del 2000, New Sharon tenia 1.297 habitants, 518 habitatges, i 360 famílies. La densitat de població era de 10,9 habitants/km².
Dels 518 habitatges en un 30,1% hi vivien nens de menys de 18 anys, en un 58,7% hi vivien parelles casades, en un 6,8% dones solteres, i en un 30,5% no eren unitats familiars. En el 23,2% dels habitatges hi vivien persones soles el 9,8% de les quals corresponia a persones de 65 anys o més que vivien soles. El nombre mitjà de persones vivint en cada habitatge era de 2,5 i el nombre mitjà de persones que vivien en cada família era de 2,99.
Per edats la població es repartia de la següent manera: un 24,5% tenia menys de 18 anys, un 7,3% entre 18 i 24, un 27,8% entre 25 i 44, un 28% de 45 a 60 i un 12,3% 65 anys o més.
L'edat mediana era de 41 anys. Per cada 100 dones de 18 o més anys hi havia 98,2 homes.
La renda mediana per habitatge era de 33.083$ i la renda mediana per família de 37.171 $. Els homes tenien una renda mediana de 29.118$ mentre que les dones 21.927$. La renda per capita de la població era de 15.690$. Entorn del 12,3% de les famílies i el 15,6% de la població estaven per davall del llindar de pobresa.